# Быковский, Сергей Сергеевич
Серге́й Серге́евич Быко́вский (род. 30 мая 1972, Витебск) — белорусский боксёр, представитель первой полусредней весовой категории. Выступал за сборную Белоруссии по боксу в начале 1990-х — середине 2000-х годов, 14 — кратный чемпион Республики Беларусь, обладатель Кубка мира, дважды бронзовый призёр чемпионатов Европы, участник двух летних Олимпийских игр, победитель и призёр международных турниров класса «А». Провёл свыше 300 боёв. Мастер спорта СССР международного класса.

## Биография
Сергей Быковский родился 30 мая 1972 года в городе Витебске Белорусской ССР. Боксом занимается с 14 лет. Первый тренер — Александр Стрижак.
В 1993 году вошёл в основной состав белорусской национальной сборной и выступил на нескольких крупных международных турнирах, в частности на чемпионате Европы в Бурсе и на чемпионате мира в Тампере. Год спустя боксировал на Кубке мира в Бангкоке, Кубке Копенгагена и мемориальном турнире Вацлава Прохазки в Чехии.
Побывал на европейском первенстве 1996 года в Вайле, откуда привёз награду бронзового достоинства, выигранную в зачёте первой полусредней весовой категории — на стадии полуфиналов был остановлен представителем Германии Октаем Уркалом, который в итоге и стал победителем этого турнира. Благодаря череде удачных выступлений удостоился права защищать честь страны на летних Олимпийских играх в Атланте — благополучно прошёл здесь первого соперника, но во втором поединке потерпел поражение от француза Нордина Муши и тем самым лишился всяких шансов на попадание в число призёров.
В 1997 году выступил среди прочего на мировом первенстве в Будапеште, в 1998 году добавил в послужной список бронзовую медаль, добытую на домашнем первенстве Европы в Минске — в полуфинале проиграл турку Нурхану Сулейманоглу. Участвовал в чемпионате мира 1999 года в Хьюстоне, где на стадии четвертьфиналов был побеждён Мухаммадкадыром Абдуллаевым из Узбекистана.
Находясь в числе лидеров боксёрской команды Белоруссии, прошёл отбор на Олимпийские игры 2000 года в Сиднее — оказался единственным белорусским боксёром на этих Играх. Выиграл здесь у первых двоих соперников, но в четвертьфинале вновь встретился с Мухаммадкадыром Абдуллаевым и вновь уступил ему.
После сиднейской Олимпиады Быковский остался в основном составе белорусской национальной сборной и продолжил принимать участие в крупнейших международных турнирах. Так, в 2001 году стал обладателем Кубка мира в Нижневартовске. Он также выступил на чемпионате мира в Белфасте, в 2003 году выходил на ринг мирового первенства в Бангкоке, где дошёл до четвертьфинала и проиграл только россиянину Александру Малетину. На чемпионате Европы 2004 года в Пуле проиграл в четвертьфинале представителю Украины Игорю Пащуку и не смог получить лицензию на Олимпийские игры 2004 года в Афинах (ездил на эти Игры в качестве запасного боксёра, но выйти на ринг ему так и не довелось).
За выдающиеся спортивные достижения удостоен звания «Мастер спорта СССР международного класса». Награждён почётными грамотами Министерства спорта за значительный вклад и развитие и популяризацию спорта на международном уровне. Был удостоен стипендии Президента республики Беларусь.
После завершения спортивной карьеры занялся тренерской деятельностью. Основная работа — персональный тренер по боксу в сети спортивных клубов «SportLife» и в УБК «Север» в Санкт-Петербурге.